# Austin Madaisky
Austin Madaisky (* 30. Januar 1992 in Surrey, British Columbia, Kanada) ist ein deutsch-kanadischer Eishockeyspieler, welcher auf der Position des Verteidigers spielt.

## Karriere
Austin Madaisky begann seine Profikarriere in der Saison 2008/09 in der Western Hockey League bei den Calgary Hitmen.
Im Januar 2010 wechselte er zu den Kamloops Blazers, für die er bis 2012 auf dem Eis stand. Im Mai 2012 erhielt er einen NHL-Entry-Level-Vertrag von den Columbus Blue Jackets, die ihm im NHL Entry Draft 2010 ausgewählt hatten. Die Jackets setzten ihn ab der Saison 2012/13 sowohl bei den Evansville Icemen aus der ECHL, als auch bei den Springfield Falcons aus der AHL bis 2015 ein.
Die Saison 2015/16 begann Austin beim neuen Farmteam der Blue Jackets, den Lake Erie Monsters, ehe er im November 2015 zu den Straubing Tigers in die Deutsche Eishockey Liga wechselte. Nach überzeugenden Leistungen verlängerten die Tigers den Vertrag mit dem Deutsch-Kanadier um eine weitere Saison.
Im Februar 2018 wechselte Madaisky auf eigenen Wunsch zu Leksands IF aus der Svenska Hockeyligan. Im Juli 2018 kehrte er in die DEL zurück, als er einen Vertrag  bei den Kölner Haien unterschrieb. Im Mai 2019 unterzeichnete er beim DEL-Team Iserlohn Roosters einen Zweijahresvertrag, welcher jedoch auf Wunsch des Spielers im Juli 2019 auf unbestimmte Zeit ausgesetzt wurde.

## Erfolge und Auszeichnungen
- 2015 AHL All-Star Classic

## Karrierestatistik
(Legende zur Spielerstatistik: Sp oder GP = absolvierte Spiele; T oder G = erzielte Tore; V oder A = erzielte Assists; Pkt oder Pts = erzielte Scorerpunkte; SM oder PIM = erhaltene Strafminuten; +/− = Plus/Minus-Bilanz; PP = erzielte Überzahltore; SH = erzielte Unterzahltore; GW = erzielte Siegtore; 1 Play-downs/Relegation; Kursiv: Statistik nicht vollständig)